# Eduard Carbonell i Esteller

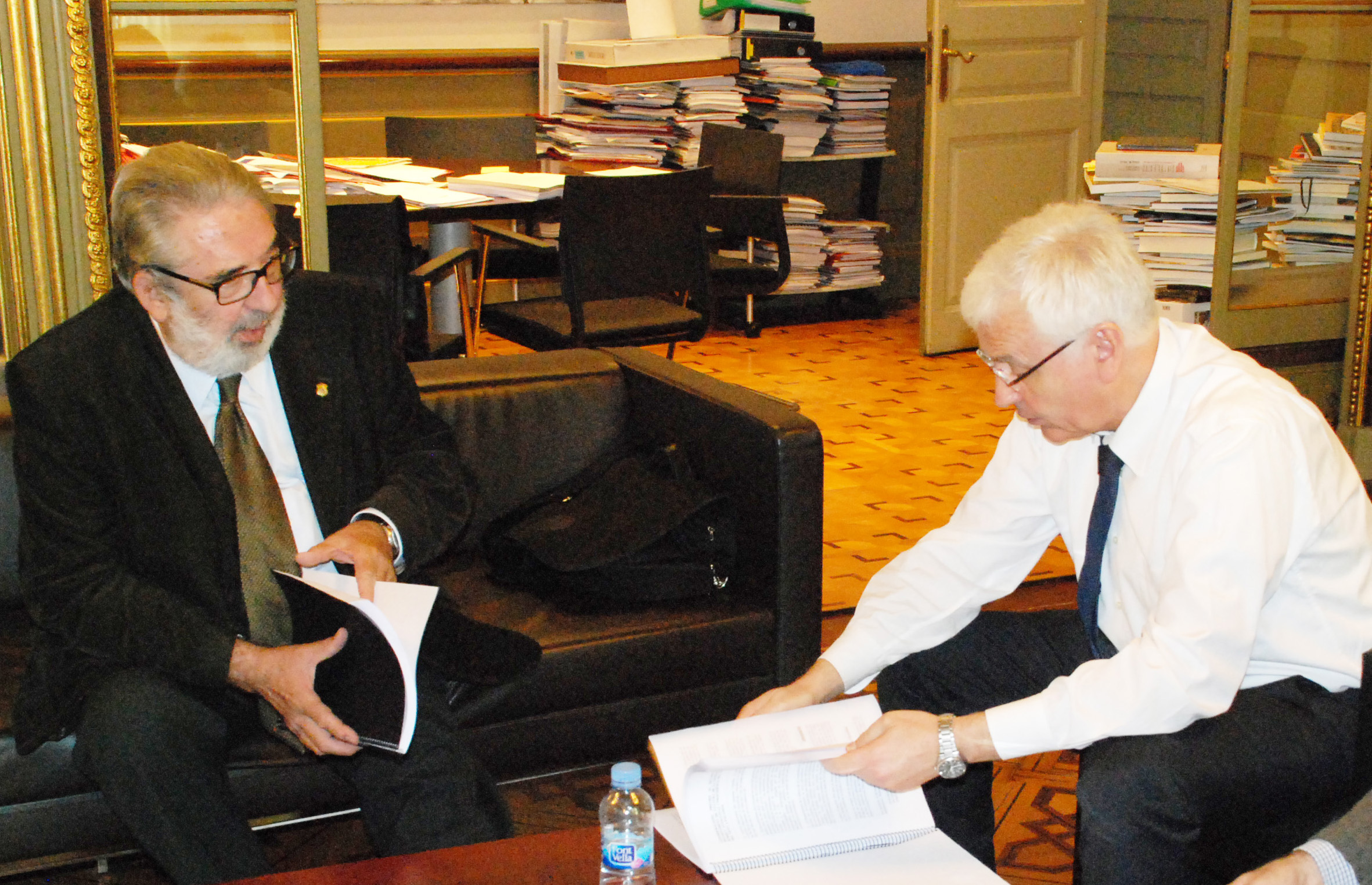
Ferran Mascarell recibe el informe sobre el Claustro de Palamós del catedrático Eduard Carbonell

Eduard Carbonell i Esteller (Barcelona, 20 de enero de 1946 - 18 de agosto de 2025) fue un catedrático de Historia del arte español, especializado en patrimonio cultural y museología y fue vicepresidente de la Junta de Museos de Cataluña. Anteriormente fue director del Museo Nacional de Arte de Cataluña, entre 1994 y 2005. 

## Biografía
Estudió Filosofía y Letras en la Universidad de Barcelona y en la Universidad Complutense de Madrid. Marchó a Italia para ampliar estudios y posteriormente se doctoró en Historia del Arte por la Universidad de Barcelona.
Durante 16 años fue profesor de la UAB. Es catedrático de Historia del Arte Medieval de la Universidad de Gerona y de la UAB. Entre 1988 y 1994 fue director general del Patrimonio Cultural de la Generalidad de Cataluña. Participó en la creación de la ley de museos de 1990 (17/1990) y en la concepción teórica del Mnac, un museo de historia del arte que fuera un ente público sujeto al derecho privado. Fue uno de los responsables de la exposición sobre la obra de Caravaggio, que tuvo lugar en 2005. Desde 2006 es el responsable de un máster en Gestión del Patrimonio local de la Universidad de Gerona.

## Publicaciones destacadas
- 1981 La ornamentación de la pintura románica catalana, vol. I (tesis doctoral). Barcelona: Artestudi.
- 1997 Las artes del románico, Tesoros medievales del Museo Nacional de Arte de Cataluña.
- 1999 La arquitectura religiosa en la Cataluña del siglo IX al X, Cataluña en la época Carolingia. Arte y cultura antes del Románico.
- 2001 El Mediterráneo y el Arte. De Mahoma a Carlomagno (varios autores). Jaca Book.
- 2005 Reflexiones en torno a los museos, hoy, artículo en la Revista del Ministerio de Cultura.[4]